# Guillaume Dufay
Guillaume Dufay (také Du Fay nebo Du Fayt, výslovnost IPA giˈjom dyˈfa(j)i, 1397 – 27. listopadu 1474) byl burgundský hudební skladatel a hudební teoretik působící značnou část života také v Itálii a Savojsku. Je považován za zakladatele franko-vlámské školy a jednoho z nejvýznamnějších hudebních skladatelů rané renesance. Dochovalo se asi 200 jeho skladeb, jak duchovních (mše, moteta a jiné), tak i světských (především asi 80 písní).

## Život

### Mládí
Datum ani místo narození Guillauma Dufaye nejsou známa s jistotou. Muzikolog Alejandro Planchart předložil hypotézu, že se Dufay narodil 5. srpna 1397 nedaleko Bruselu v místě zvaném Beersel jako nemanželský syn jakéhosi preláta a ženy jménem Marie Du Fayt. Datum přitom odvodil z toho, že v tento den byla každoročně za Dufaye sloužena zádušní mše, a nemanželský původ dedukoval z toho, že otec není nikde v pramenech zmiňován.

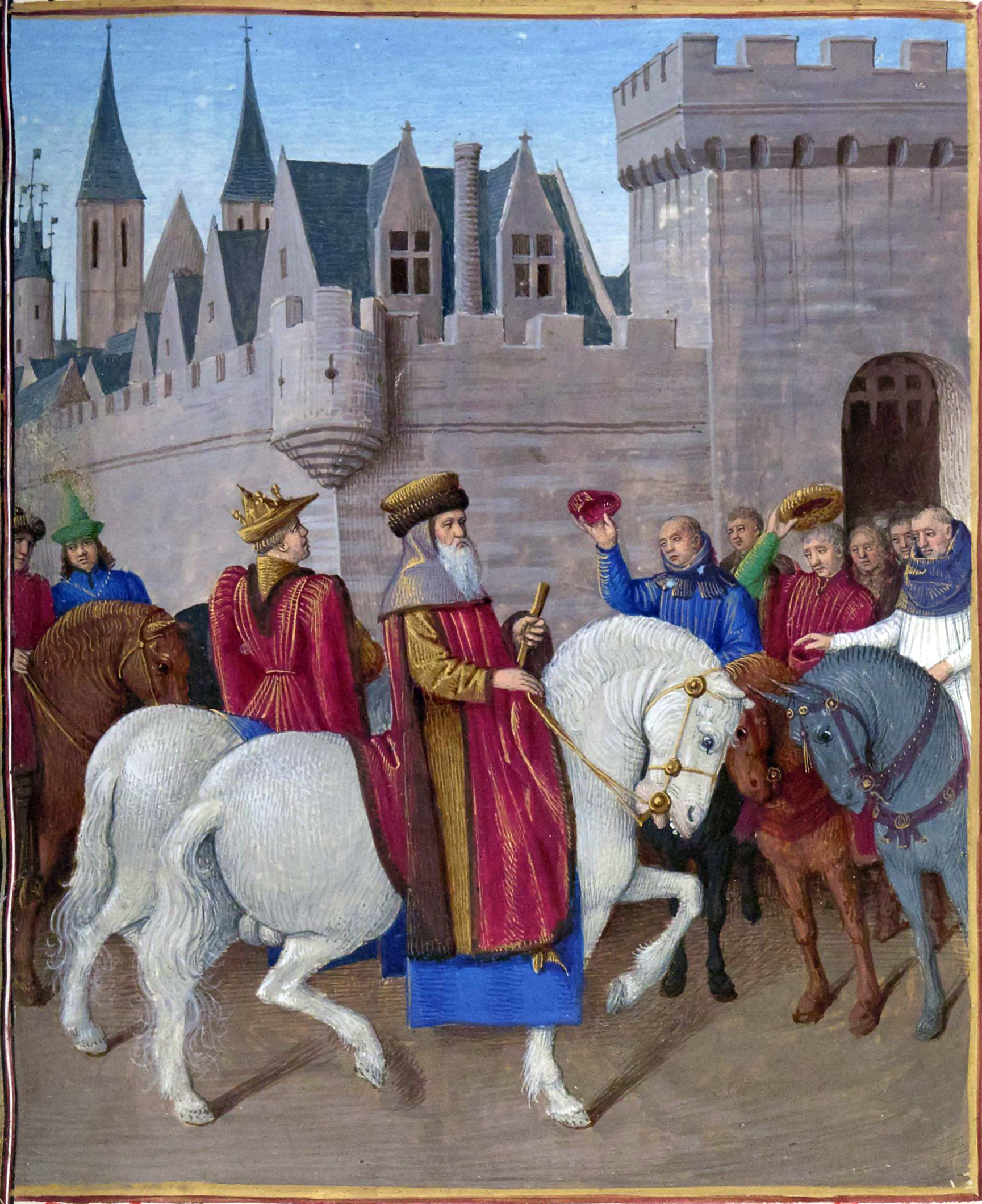
Karel IV. vjíždí do Cambrai, miniatura Jeana Fouqueta, asi 1455–1460

Marie Du Fayt se synem přesídlila do Cambrai, kde při tamní katedrále působil její příbuzný jako kanovník. Hudební nadání jejího syna bylo brzy rozpoznáno a byla mu umožněna studia. Roku 1409 studoval u Jeana de Hesdina a v letech 1409–1412 byl členem katedrálního sboru, který tehdy postupně řídili Nicolas Malin a Richard Loqueville. Roku 1411 obdržel jako odměnu za své schopnosti darem knihu Doctrinale puerorum, což byl tehdy velmi cenný dar, výjimečný pro tak mladého chlapce.
Na jaře 1414, když mu bylo asi 16 let, byl Dufay ustanoven klerikem při kostele v Saint Géry nedaleko Cambrai a od listopadu 1418 do roku 1420 podjáhnem při katedrále v Cambrai. Předpokládá se, že byl přítomen na kostnickém koncilu (1414–1418) v doprovodu kardinála d'Aillyho, jednoho z vůdčích teologů své doby.

### Itálie
Přímé doklady o skladatelově cestách v první polovině dvacátých let 15. století se nedochovaly, jeho kompozice z této doby jsou však spjaty s italskou šlechtickou rodinou Malatesta, jejíž tehdejší nejvýznamnější představitel, kníže Carlo Malatesta, byl papežským legátem na kostnickém koncilu. Proto lze předpokládat, že Dufay v těchto letech navštívil sídla obou hlavních větví rodu, Rimini a Pesaro. Nejstarší skladatelovo dochované moteto, Vasilissa ergo gaude (1420), je věnováno Cleofě Malatestové, manželce Theodora II. Paleologa, despoty města Morea. Další skladba, balada Resvellies vous (1423), byla zkomponována ke svatbě Carla Malatesty a Vittorie Colonny a motet Apostolo Glorioso (1426) k inauguraci Pandolfa Malatesty jako biskupa patrasského. Na dvoře Malatestů Dufay pravděpodobně poznal skladatele Huga a Arnolda de Lantins.
Roku 1424 se Dufay vrátil do Cambrai kvůli nemoci a pak smrti příbuzného, u kterého žila jeho matka. V roce 1426 odcestoval opět do Itálie, tentokrát do Boloně ve službách kardinála Louise Alemana, papežského legáta. V Boloni přijal jáhenské a poté kněžské svěcení (1428).

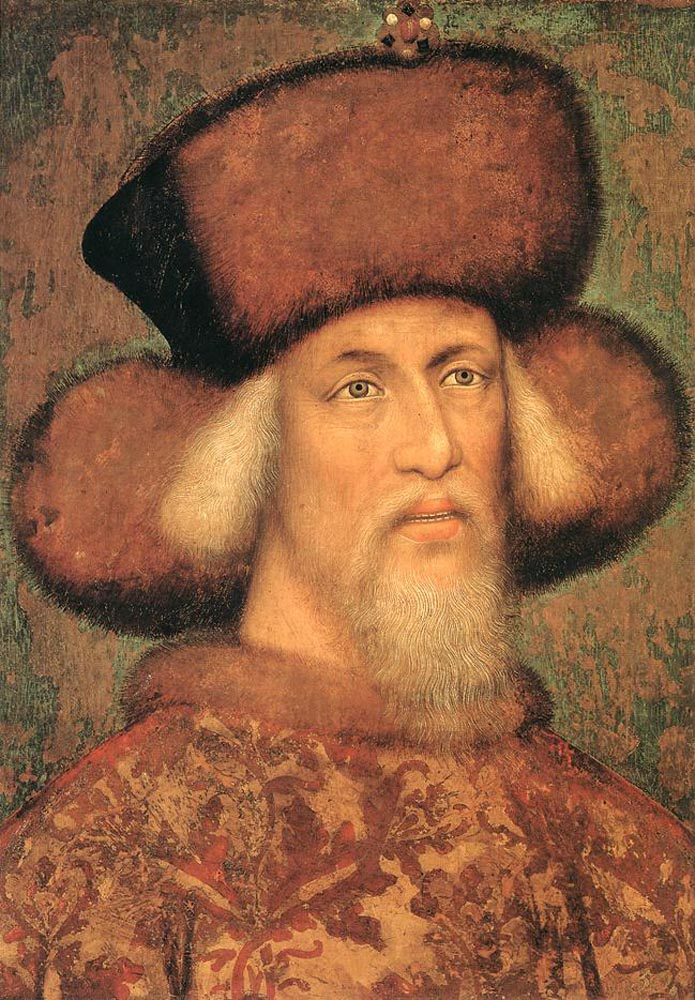
Zikmund Lucemburský, Pisanello, asi 1420

Kardinála Aleman odešel v roce 1428 do Říma k papežskému dvoru. Dufay se zde stal členem papežské kapely zprvu Martina V. a po jeho smrti roku 1431 Evžen IV., jemuž věnoval monumentální moteta Ecclesiae militantis, pravděpodobně k obřadu Evženovy intronizace, a Supremum est mortalibus bonum u příležitosti usmíření mezi Evženem IV. a císařem Zikmundem (1433), a dále moteto Balsamus et munda cera k tradičnímu papežskému obřadu žehnání voskových sošek znázorňujících Beránka božího – Krista (1431).
V roce 1433 se politické a ekonomické podmínky papežského dvora zhoršily a v následujícím roce vypuklo v Římě povstání sympatizující s basilejským koncilem, takže papež Evžen IV. a jeho dvůr byli nuceni se uchýlit do Florencie. Dufay se tedy nechal najmout jako kapelník savojským vládcem Amadeem VIII., který před několika lety od císaře obdržel knížecí titul, a proto chtěl u svého dvora vybudovat kapelu odpovídající této nové hodnosti.
Dufay stále udržoval vztahy s papežskou kapelou. V roce 1436 konečně byla monumentální Brunelleschiho kupolí zakončena stavba katedrály Santa Maria del Fiore ve Florencii a pro obřad jejího vysvěcení, jemuž předsedal sám papež, Dufay složil moteto Nuper rosarum flores, jednu ze svých nejznámějších skladeb. Ze stejného období pocházejí ještě moteta Mirandas parit haec urbs Florentina puellae, která oslavuje krásu florentské mládeže, a Salve flos Tusce gentis. Během tohoto období a znovu v roce 1441 Dufay obdržel peníze od rodu d'Este. Jeho balada C'est bien raison je chvalozpěv na Niccolò III. d'Este, markýze z Ferrary.

### Kanovníkem v Cambrai
Konflikty mezi papeži a basilejským koncilem pokračovaly po celá třicátá léta. V roce 1439 koncil pod silným vlivem kardinála Alemana sesadil Evžena IV. a zvolil na jeho místo Amadea VIII. Savojského (ten mezitím přenechal vládu synovi Ludvíkovi a odebral se do kláštera). Amedeus tak do dějin vešel jako vzdoropapež Felix V., protože Evžen IV. rozhodnutí koncilu samozřejmě neuznal a konflikt se tím ještě prohloubil.
Dufay se tak náhle ocitl v choulostivé situaci, protože ho v minulých letech platil jak papež, tak i vzdoropapež. Vrátil se proto do své rodné země a získal v Cambrai místo kanovníka díky titulu bakaláře in decretis (tj. kanonického práva), který musel v bezprostředně předcházejících letech dosáhnout na turínské universitě. Jeden z prvních dokumentů, které uvádějí jeho přítomnost v Cambrai, je datován 27. prosince 1440 a jde o stvrzenku na 36 dávek vína ke slavnosti sv. Jana Evangelisty.
Dufay zůstal v Cambrai celé příští desetiletí: vedle péče o správu katedrály se spolu s Nicolasem Grenonem věnoval revizi a opisování hudebních rukopisů z katedrálního archivu. V roce 1444 zemřela jeho matka Marie a díky postavení a významu svého syna dostala výsadu být pochována v katedrále. V roce 1445 se Dufay přestěhoval do domu svého předchůdce, který mu zůstal domovem po zbytek jeho života.

### Návrat do Itálie
Po odstoupení vzdoropapeže Felixe V. roku 1449 se situace v církvi začala uklidňovat. V roce 1450 se Dufay vrátil do Itálie, a existuje velmi pravděpodobně spojení mezi mší, kterou složil na počest svatého Antonína z Padovy, a zasvěcením Donatellova oltáře v padovské bazilice v témže roce.
V 1452 byl Dufay opět na savojském dvoře, Ludvík Savojský mu poskytl funkci kapelníka a dvorního rádce. Dufay si však podržel i titul kanovníka v Cambrai, a protože v savojském dvorním archivu nejsou doloženy pravidelné platby v jeho prospěch, není jasné, zda v následujících letech u savojského dvora pobýval trvale.

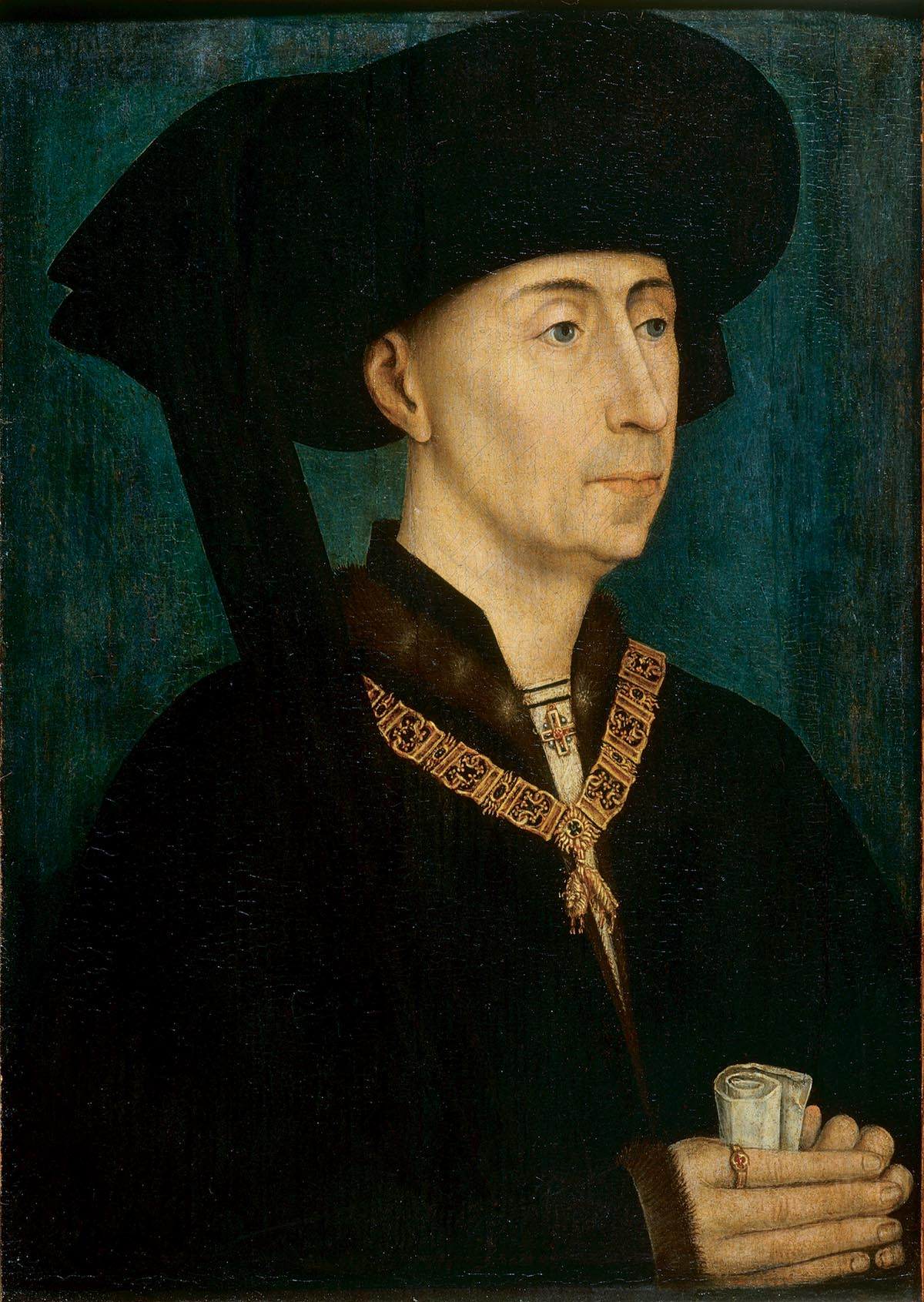
Filip III. Burgundský, R. van der Weyden

Z tohoto období se dochovalo mnoho skladeb, mezi nimi jeden ze čtyř Nářků (Lamentationes) na pád Konstantinopole v roce 1453, mše Se la face ay pale pravděpodobně psaná pro svatbu Ludvíkova syna Amadea s princeznou Jolandou Francouzskou v roce 1452 (má se za to, že baladu použitou jako tenor mše, napsanou rovněž Dufayem několik let předtím, měl ve zvláštní oblibě vévoda Ludvík a jeho žena, Anna Lusignanská). Ze stejné doby pochází Dufayův dopis Pierovi de Medici.
Mše na tenor L'homme armé, jedna z Dufayových nejznámějších, byla složena buď u savojského dvora nebo spíše v pozdějších letech v Cambrai. Spolu se stejnojmennými mšemi, které ve stejné době složili Johannes Ockeghem a Antoine Busnois, zahájila řadu bezpočtu mší na stejné hudební téma od předních skladatelů renesance, jež byly komponovány až do začátku sedmnáctého století.

### Závěr života
Dufay se natrvalo vrátil do Cambrai v roce 1458. V závěru života ho navštívila řada jiných hudebních tvůrců jako Antoine Busnois, Johannes Ockeghem, Johannes Tinctoris a Loyset Compère, kteří pak měli rozhodující vliv na vývoj polyfonie v příští skladatelské generaci. Roku 1467 započala výměna dopisů s florentským varhaníkem Antoniem Squarcialupim, jehož prostřednictvím Piero de Medici požádal Dufaye o zhudebnění jedné balady Lorenza I. Medicejského, zdá se však, že bez odezvy.
V tomto období napsal Dufay mši na tenor antifony Ave regina coelorum. Poslední písní, kterou složil, byla výzva k nové křížové výpravě po pádu Konstantinopole. Roku 1460 snad zkomponoval Rekviem, které se nedochovalo.
Dufay zemřel 27. prosince 1474 po nemoci trvající několik týdnů. V závěti uvedl, že jeho moteto Ave regina coelorum s vloženým tropem miserere tui labentis Dufay se má zpívat u jeho úmrtního lože, ale nebyl čas jeho přání uskutečnit. Byl pohřben v kapli sv. Štěpána v cambraiské katedrále a na náhrobek byl umístěn jeho portrét. Po zničení chrámu byla náhrobní deska ztracena, ale byla znovu objevena v roce 1859 a dnes je umístěna v muzeu v Lille.

## Dílo
Dufay byl nejvlivnější hudebník patnáctého století a jeho hudba byla opisována, šířena a zpívána všude, kde zakořenila polyfonie. Téměř všichni skladatelé příští generace přejali některé prvky jeho stylu. Sám Dufay vypracoval mimořádnou syntézu stylu největších skladatelů bezprostředně předcházející generace, zejména Johannese Ciconii a Johna Dunstabla. Lze říci, že přechod mezi stylem počátku patnáctého století – přímým dědicem Ars nova – a následujícím renesančním stylem, byl téměř zcela dílem Dufayovým, konaným v časovém rozpětí více než půl století.

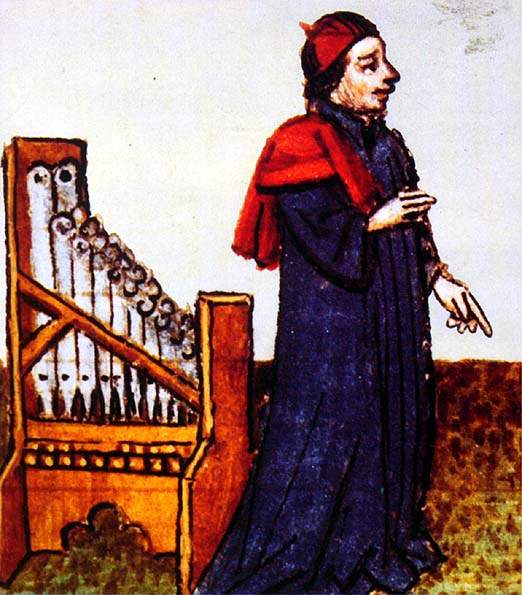
Guilaume Dufay podle miniatury z Le Champion des Dames

První svědectví o Dufayově úloze ve vývoji evropské hudby podal jeho současník, savojský básník Martin Le Franc, který napsal v dvorní básni Le Champion des Dames (1442, doplněno slavnou miniaturou zachycující Dufaye a Binchoise):
Tapissier, Carmen, Cesaris

N’a pas long temps si bien chanterent

Qu’ilz esbahirent tout Paris

Et tous ceulx qui les frequenterent.

Mais onques jour ne deschanterent

En melodie de tel chois,

Ce m’ont dit ceulx qui les hanterent,

Que Guillaume du Fay et Binchois.

Car ilz ont nouvelle pratique

De faire frisque concordance

En haulte et en basse musique,

En fainte, en pause, et en muance.

Et ont prins de la contenance

Angloise et ensuÿ Dunstable,

Pour quoy merveilleuse plaisance

Rend leur chant joyeux et notable.
(Tapissier, Carmen, Cesaris, / nedlouho je tomu, co zpívali tak dobře, / že udivili celou Paříž / a všechny, kdo si je přišli poslechnout. / Ale nikdy nezapěli tak skvostný souzvuk / (jak jsem zvěděl od těch, kdo je slyšeli) / jako Guillaume Dufay a Binchois. // Ti totiž našli nový způsob, / jak vytvořit jasné souznění / v hudbě hlasité i tiché / v obměnách, kadencích i mutacích. / A přijali tak způsob / anglický a následovali Dunstabla, / takže nádherná elegance / činí jejich zpěv jasným a výrazným.)
Kostnický koncil byl milníkem i v dějinách evropské hudby, protože církevní i světská knížata si s sebou na toto shromáždění brala své kapely, takže hudebníci se mohli navzájem stýkat a slyšet. Podle kronikáře Ulricha von Richental za čtyři roky koncilu, 1414 až 1418, Kostnicí prošly tisíce hudebníků, mezi nimi ne méně než 1700 instrumentalistů. Je možné, že zde byl John Dunstable, protože přítomnost anglických hudebníků je doložena, rovněž zde koncertovali nositelé Ciconiovy hudební tradice, protože koncilu se účastnil Ciconiův patron kardinál Francesco Zabarella z Padovy. Mladý Dufay tak v Kostnici mohl vyslechnout nejlepší a nejinovativnější hudbu předchozí skladatelské generace.
Dufay komponoval všechny hudební formy populární v jeho době: mše, moteta, Magnificat, hymny, antifony z oblasti duchovní hudby a ronda, balady, virelais z hudby světské. Soupis jeho díla s jistotou obsahuje:
- 13 isorytmických motet,
- 8 neisorytmických motet,

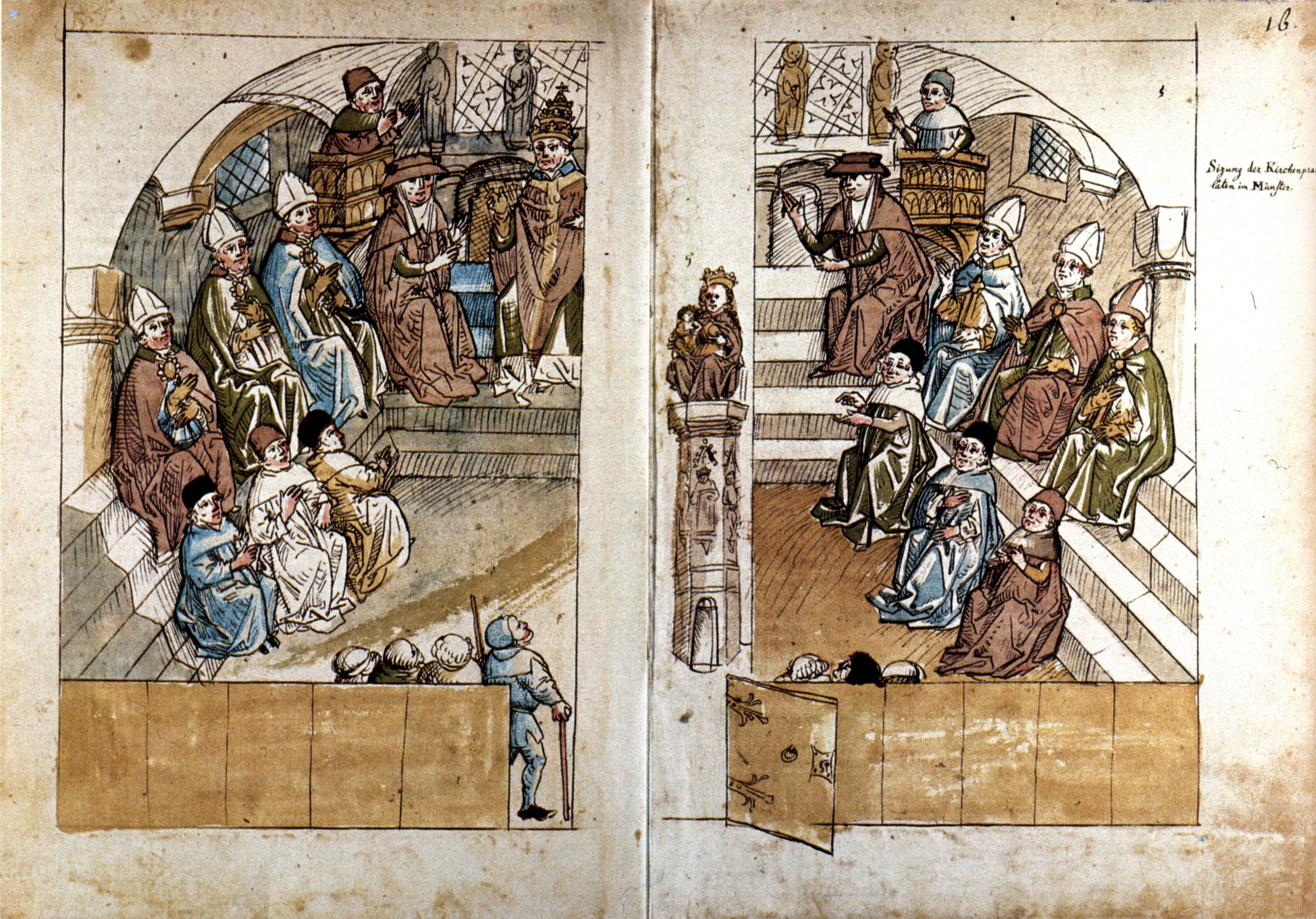
Jednání kostnického koncilu, ilustrace z Kroniky Ulricha von Richental

- 7 úplných mší a mnoho jednotlivých částí,
- 15 mešních proprií,
- 3 Magnificat,
- 15 antifon,
- 24 hymny,
- 87 tříhlasých a čtyřhlasých písní.

Kromě těchto děl Dufayovi pravděpodobně náleží řada dalších dochovaných kompozic z 15. století, jejichž autorské zařazení není jisté.
Dufayovy autority jako hudebního teoretika se dovolávali někteří autoři traktátů ještě na konci 15. století a některé prameny naznačují, že Dufay vytvořil i teoretické spisy, které se však nedochovaly. Zachoval se však záznam z Dufayovy návštěvy ve St. Etienne nedaleko Besanconu 14. září 1458, při níž byl skladatel bývalým papežským zpěvákem Pierrem Grossetestem tázán, zda antifonu O quanta est exultatio je třeba přiřadit druhému nebo čtvrtému modu, což opět ukazuje na to, že se Dufay těšil pověsti předního hudebního teoretika. Úkol revidovat hudební archiv katedrály v Cambrai svědčí o tom, že byl považován za znalce nejen soudobé polyfonie, ale i gregoriánské monodie.
Ze soupisu Dufayova majetku sestaveného po skladatelově smrti se dozvídáme, že vlastnil řadu klíčových traktátů o hudbě v čele s Micrologem Guida z Arezza.

### Mše
Hudební teorie pod pojmem mše rozumí úplné, stylisticky a tematicky jednotné zpracování katolického mešního ordinária (Kyrie, Gloria, Credo, Sanctus / Benedictus a Agnus Dei). Nejstarší známá polyfonní mše je Missa de Notre Dame Guillauma de Machaut, ta však ještě nevykazuje jednotu typickou pro mešní cykly následujícího století.

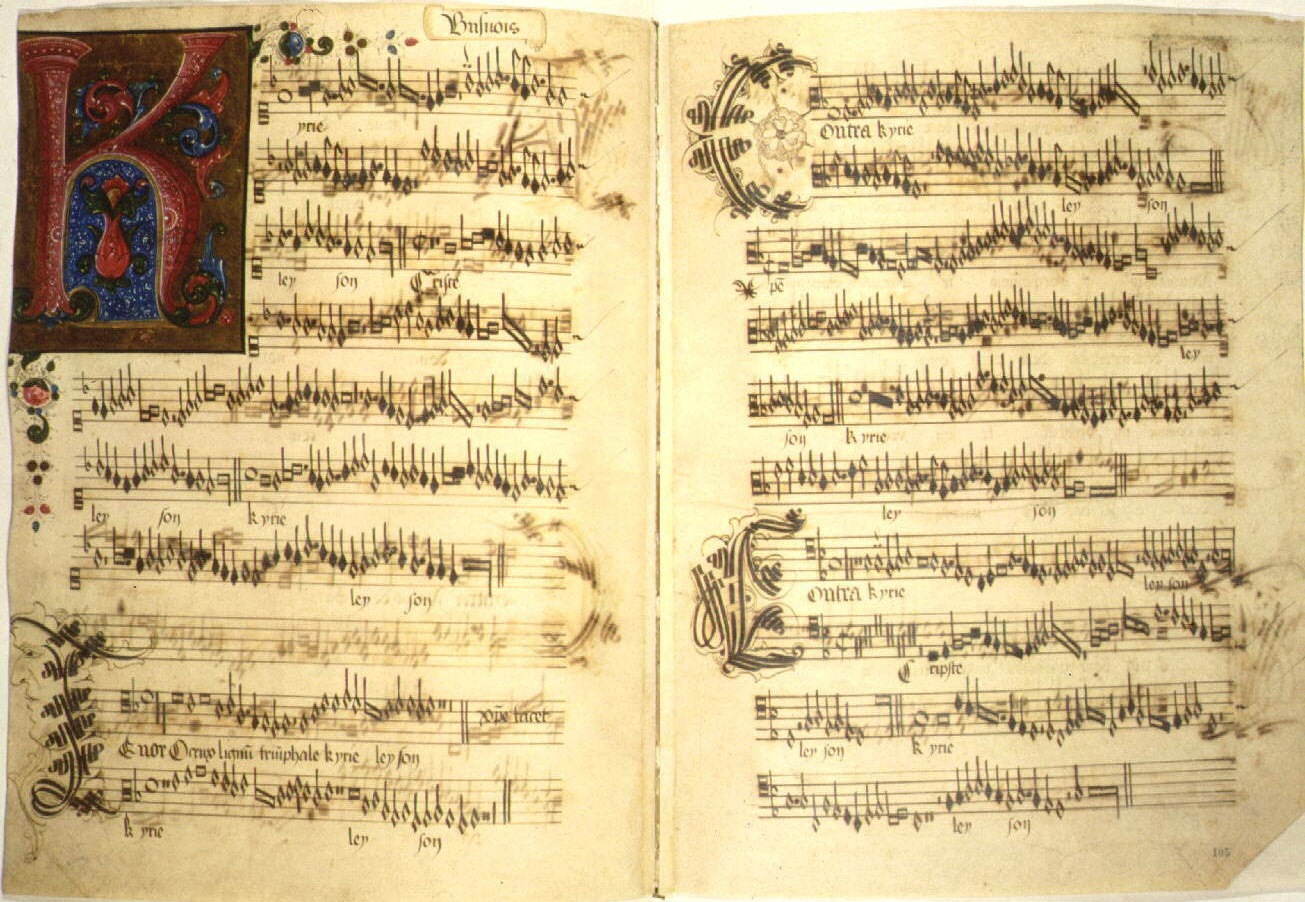
Kyrie, hudební rukopis z 15. století

První Dufayova mše, trojhlasá kompozice známá ještě před několika lety jako Missa sine nomine, Bezejmenná mše, využívá ve všech částech s výjimkou Creda řadu tematických motivů, které David Fallows nedávno identifikoval jako charakteristické prvky balady Resvellies vous (tak je uvedená mše nyní nazývána): zejména se na počátku všech částí vyskytuje stejné jednoznačně identifikovatelné téma, tj. hlavní motiv, což je způsob práce, který Dufay používal v celé další mešní tvorbě. Jeho hudba střídá pasáže, v nichž se tři rovnocenné hlasy splétají do polyfonního tkaniva se stejnou vahou a často se vyskytuje pravá imitace, a části zvané cantilena, v nichž vrchní hlas přebírá hlavní roli při recitaci mešního textu a melodie je obvykle slabičná.
Podobné rysy má o několik let mladší Missa S. Jacobi, která kromě částí mešního ordinária obsahuje i čtyři části propria (Introitus, Offertorium, Communium, Alleluia).
V pozdějších mších Dufay používá pro všechny části jednu společnou melodii v základním hlasu, tenoru, zvanou cantus firmus; může jít buď o melodii gregoriánského chorálu jako ve mši Ave Regina coelorum, nebo o melodii světské písně jako ve mších L'homme armé nebo Se la face ay pale. Jediným známým předchůdcem takového skladatelského postupu je mše Alma Redemptoris mater anglického skladatele Leonela Powera. Dufayovy mše na cantus firmus jsou čtyřhlasé, jeden z hlasů, zvaný contratenor bassus, je přitom hlubší než tenor. Občas se v nich vyskytuji krátké dvojhlasé pasáže (bicinia) a tříhlasé části. Toto kompoziční schéma v krátkém čase přijali všichni velcí evropští skladatelé a stalo se jednou z typických forem renesanční polyfonie.
Opakování stejného tenoru ve všech částech mše zdůrazňuje efekt různých mensurálních schémat, rytmů. Například v Kyrie mše Se la face ay pale se základní melodie opakuje třikrát, přičemž se rytmické hodnoty postupně snižují podle schématu 3 : 2 : 1. Toto Kyrie podrobně ve své práci o kontrapunktu analyzuje D. de la Motte a uvádí je jako příklad varietas, obměny, jež byla podle Tinctorise jedním ze základních rysů dobré polyfonní kompozice: vrchní hlas této mešní části je konstruován tak, aby se nikdy neopakoval totožný rytmus nebo melodie. To kontrastuje s představou, že v hudbě renesance převažoval imitační kontrapunkt; ten je v Dufayově tvorbě přítomen také, ale není skladatelovou výhradní technikou.
Kromě celých mešních cyklů obsahuje Dufayovo dílo také mnoho jednotlivých částí, fragmentů ordinária, mezi nimiž rozsahem vyniká slavné Papežské Sanctus s tropem Ave verum corpus, v němž alternace jednotlivých veršů (často komponovaných jako faux bourdon) naznačuje, že mělo být prováděno antifonálně, dvěma samostatnými pěveckými sbory.

### Moteta a další duchovní hudba
Slovo motetus původně označovalo jeden z hlasů polyfonní kompozice, dnes se však jako moteta označují všechny duchovní skladby (či skladby s latinským textem) s výjimkou těch, které zpracovávají liturgické texty, či v užším pojetí těch, které zpracovávají text samotného mešního ordinaria.
V Dufayově tvorbě se moteta na originální texty vyskytují v první části jeho tvůrčí dráhy, před definitivním návratem do Cambrai. Psal moteta k různým příležitostem a ceremoniím, což dnes v mnoha případech umožňuje jejich přesnou dataci. Je možné, že sám Dufay psal kromě hudby i texty, nelze to však dnes již dokázat.
Rozsáhlejší a složitější z Dufayových motet jsou komponovány isorytmicky, navíc bývají rozdělena do několika částí. Přechod od jedné části ke druhé často zahrnuje takzvanou proporci, tedy rytmickou změnu v daném poměru, 3:1 (proportio tripla), 2:1 (proportio dupla), 3:2 (proportio sesquialtera) nebo v poměru opačném k některému z uvedených. Tyto proporce jsou spojeny se změnou prolace v mensurální notaci, tedy poměru konvenčních hodnot trvání not – například se přejde od dokonalého rozdělení (na tři doby) k nedokonalému (na dvě), což je podobný efekt jako přechod od tříčtvrťového taktu k dvoučtvrťovému v moderní hudbě.

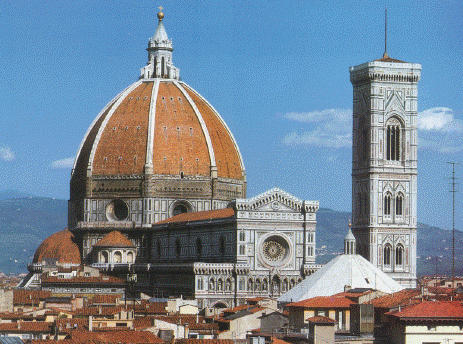
Kopule katedrály Santa Maria del Fiore ve Florencii

Každé izorytmické moteto je postaveno na složité struktuře číselných poměrů, které regulují opakování rytmických modulů (taleae) v každém hlasu. Mnohá moteta začínají biciniem, dvojhlasou částí, předcházející nástupu tenoru a případně dalších hlasů; v některých motetech se bicinium vyskytuje na počátku každé části. Navíc jsou tato moteta často polytextuální (hlasy současně zpívají různé texty), čímž vzniká komplexní kompoziční struktura, jíž byl Dufay nesporným a vyhledávaným mistrem.
To, že některá z nejsložitějších motet jsou spojena s Dufayovým pobytem v Římě a Florencii, vedlo některé badatele k přesvědčení, že číselné poměry použité Dufayem v těchto kompozicích svědčí o jeho příklonu k novoplatónským idejím, typickým pro prostředí, v němž se zrodil humanismus. Konkrétně Ch. Warren shledal ve struktuře moteta Nuper rosarum flores (komponovaného na gregoriánský tenor Terribilis est locus iste) jasnou korespondenci s proporcemi použitými Brunelleschim v návrhu kupole florentské katedrály. O něco později C. Wright vyslovil názor, že proporce použité Dufayem (6 : 4 : 2 : 3) nejsou převzaty z Brunelleschiho architektury, ale z biblického popisu Šalomounova chrámu.
Vezmeme-li v úvahu, že další moteta mají podobné proporce (moteto Salve flos Tuscae gentis například je založeno na proporcích 6 : 3 : 4 : 2), znamená to, že uvedené hypotézy nelze s jistotou dokázat a jsou dosud předmětem odborné debaty. Je třeba poznamenat, že zatímco Warrena jeho analýza vedla k tvrzení, že moteto Nuper rosarum flores je prodchnuto humanistickými ideály, Wright dospěl k opačnému závěru, že formální struktura moteta (včetně možné citace biblických proporcí) se v žádném případě neodchyluje od „gotického“ stylu burgundské školy. Dufayova izorytmická moteta nepochybně představují nejvyšší a závěrečnou fázi vývoje hudební formy zděděné z předchozího století; další skladatelské generace již tuto formu zcela opustí a také Dufayova pozdější tvorba již jasně naznačuje směr, jímž se bude duchovní vícehlas vyvíjet až do 16. století. Na druhou stranu však představa třicetiletého Dufaye zcela ignorujícího rodící se humanistické myšlení je popřena texty jeho izorytmických motet, obsahujících témata, stylistické a lingvistické prvky jasně humanistického rázu.
Další skupina motet je komponována stylem zvaným cantilena, o němž jsme již hovořili při popisu mší. Ani tento styl není z formálního hlediska novinkou, ale umožňuje Dufayovi ukázat výjimečnou melodickou eleganci a výrazovou jemnost, vyhýbající se jakémukoli opakování a stereotypu.

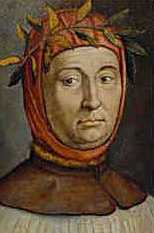
Francesco Petrarca

Do zralého období Dufayovy tvorby patří velké polyfonní kompozice na liturgické texty (hymny, antifony) včetně několika verzí mariánských antifon Alma Redemptoris mater a Ave Regina coelorum a četné tříhlasé harmonizace liturgických zpěvů fauxbourdonovou technikou, již Dufay poprvé užil ve mši Missa sancti Jacobi. Pro liturgické použití psal Dufay také monodie i hymny se střídajícími se monodickými a fauxbourdonovými částmi.
Některé z Dufayových kompozic mají zvláštnosti stojící za zmínku. Moteto Mirandas parit má latinský světský text, ale existuje jeho adaptace (contrafactum) s náboženským textem Imperatrix angelorum. Poslední Dufayovo isorytmické moteto, Fulgens iubar, má stejný závěr (slovo Amen) jako Nuper rosarum flores. Sekvence Gaude Virgo několikrát cituje melodické téma písně En attendant Filippa da Caserta, spojované s Bernabò Viscontim.
Polytextuální moteto Apostolo glorioso má jako jediné italský text, ovšem píseň Vergine bella na Petrarcův text je rovněž někdy považována za cantilenové moteto pro svůj duchovní charakter. Také některé jiné Dufayovy kompozice nelze jednoznačně zařadit mezi duchovní nebo světskou tvorbu: sem patří čtyři lamentace na pád Konstantinopole roku 1453, z nichž se dochovala jediná (O tres piteulx / Omnes amici eius), a také skladba Juvenis qui puellam. Ta je parodií na disputaci z oblasti kanonického práva a řeší se v ní otázka, zda mladík, který si vzal ještě ani ne sedmiletou dívku a rozešel se s ní, aniž by s ní strávil noc, si smí poté vzít za manželku její sestřenici. Není známo, zda Dufay psal jen obecnou satiru, anebo zda měl na mysli situaci rozpolcené církve v době ferrarského koncilu, který začal sedm let po basilejském, jak uvádí D. Fallows.

### Světská tvorba
V profánní oblasti Dufay používá ustálené písňové formy 14. a 15. století, nejčastěji rondo následované baladou, naopak zřídka se vyskytuje virelai či bergerette. Zvláštní forma je použita v písni Vergene bella, prvním a mimořádně citově expresivním zhudebnění slavné Petrarcovy básně, přesněji její první strofy. Jediným předchozím zhudebněním Petrarkova textu je balada Non al suo amante, jejímž autorem je Jacopo da Bologna. Jinou kompozicí nestandardní formy je skladba La belle se siet komponovaná na tenor populární písně.
Podle děl, jejichž datace je jistá nebo pravděpodobná, vytvořil Dufay většinu svých profánních skladeb před rokem 1440. Pozdější práce mají mnoho společných rysů s kompozicemi Gillese Binchoise a Johannese Ockeghema, rysů vyskytujících se ještě u Josquina Desprez a ve francouzské písni počátku renesance. Dufayovy písně jsou tříhlasé, zřídka čtyřhlasé, u některých je čtyřhlasé provedení pravděpodobně až úpravou pozdějšího skladatele jako v případě písně Se la face ay pale. Charakter skladeb je poměrně variabilní: Ve většině písní hraje klíčovou roli vrchní hlas podobně jako v duchovní hudbě ve stylu cantilena, zatímco zbylé hlasy pravděpodobně jsou určeny pro instrumentální doprovod. V jiných případech jde o vokální polyfonní kompozice s podobnou vahou všech hlasů. A konečně několik písní (Par droit je puis, Les douleurs, Bien veignés vous) je založeno na kánonu dvou svrchních hlasů.
Většina textů je francouzských, osm písní má text italský (z nichž Quel fronte signorile je adaptací francouzského ronda Craindre vous vueil). Použití italštiny jistě je svědectvím opakovaných Dufayových pobytů v Itálii, je však třeba poznamenat, že obě balady výslovně věnované italským šlechticům, Resvellies vous a C'est bien raison, jsou francouzsky.
V textu zmíněných balad se objevují jména těchto šlechticů, konkrétně to byli Carlo Malatesta a Niccolò III. d'Este. Avšak i texty některých jiných Dufayových skladeb obsahují odkazy k místům nebo osobám zřejmě významných pro soukromý skladatelův život, jako je to v případě písní Adieu ces bons vins de Lannoys, Ce moys de may nebo v případě písňových textů obsahujících akrostich osobního jména: CATERINE DUFAY (Craindre vous vueil), FRANCHOISE (Franc cuer gentil), JEHAN DE DINANT (Je veuil chanter), MARIA ANDREASQ (Mon cuer me fait). Balada Mon chier amy je povzbuzením určeným neznámému příteli, aby opět našel duševní pohodu a klid po smrti milované osoby (je možné, že byla adresována některému členovi rodu Malatesta po smrti Pandolfa Malatesty roku 1427). Rondo En triumphant de cruel dueil je lamentem pravděpodobně na smrt Gillese Binchoise (1460).
Texty písní jsou často neúplné, protože v některých rukopisech je zaznamenána pouze první sloka. Jen v několika případech je znám autor textu, ale přítomnost osobních odkazů a akrostichů naznačuje, že jím často mohl být sám Dufay. Rámcem většiny písňových textů je kurtoazní láska v duchu typickém pro pozdní středověk; některé písně jsou přímo věnovány počátku jara, prvnímu máji. Výjimkou jsou některé příležitostné písně jako balada Invidia nimica nebo píseň La belle se siet. Druhá zmíněná píseň rozpracovává tehdy populární námět (dívka zamilovaná do mladíka odsouzeného k smrti, která odmítá skvělý sňatek a raději si přeje být pohřbena se svým milým, aby si ti, kteří navštíví jeho hrob, mohli vzít příklad z její věrnosti), který se dochoval až do současnosti jak ve Francii (píseň La Pernette, tradičně zpívaná poutníky do Santiago de Compostela), tak v severní Itálii (píseň Fior di tomba, jež inspirovala partyzánskou píseň Bella ciao).

### Prameny a interpretace
Dufayova díla se nacházejí ve více než stovce různých rukopisů z patnáctého století, pocházejících z celé západní Evropy. Nejdůležitější sbírky jeho prací obsahují následující rukopisy, které tak tvoří hlavní zdroj poznání Dufayova díla:
- Bologna, Civico Museo Bibliografico Musicale, rukopis Q15
- Bologna, Biblioteca Universitaria rukopis 2216
- Brusel, Bibliothèque royale, rukopis 5557
- Modena, Biblioteca Estense, rukopisy lat. 471 a 456
- Mnichov, Bayrische Staatsbibliothek, rukopis mus. 3232
- Oxford, Bodleian Library, MS Canonici Miscellaneous 213
- Trident, Castello del Buon Consiglio, rukopisy 87, 88, 90, 92 a 93

Jako všechna hudba té doby vyjma tabelatur pro klávesové nástroje, dochovaly se Dufayovy kompozice v rukopisech rozdělené na jednotlivé hlasy. Každá část je přitom nadepsána prvními slovy písně a označením hlasu (cantus neboli motetus, tenor, triplum, contra[tenor]).

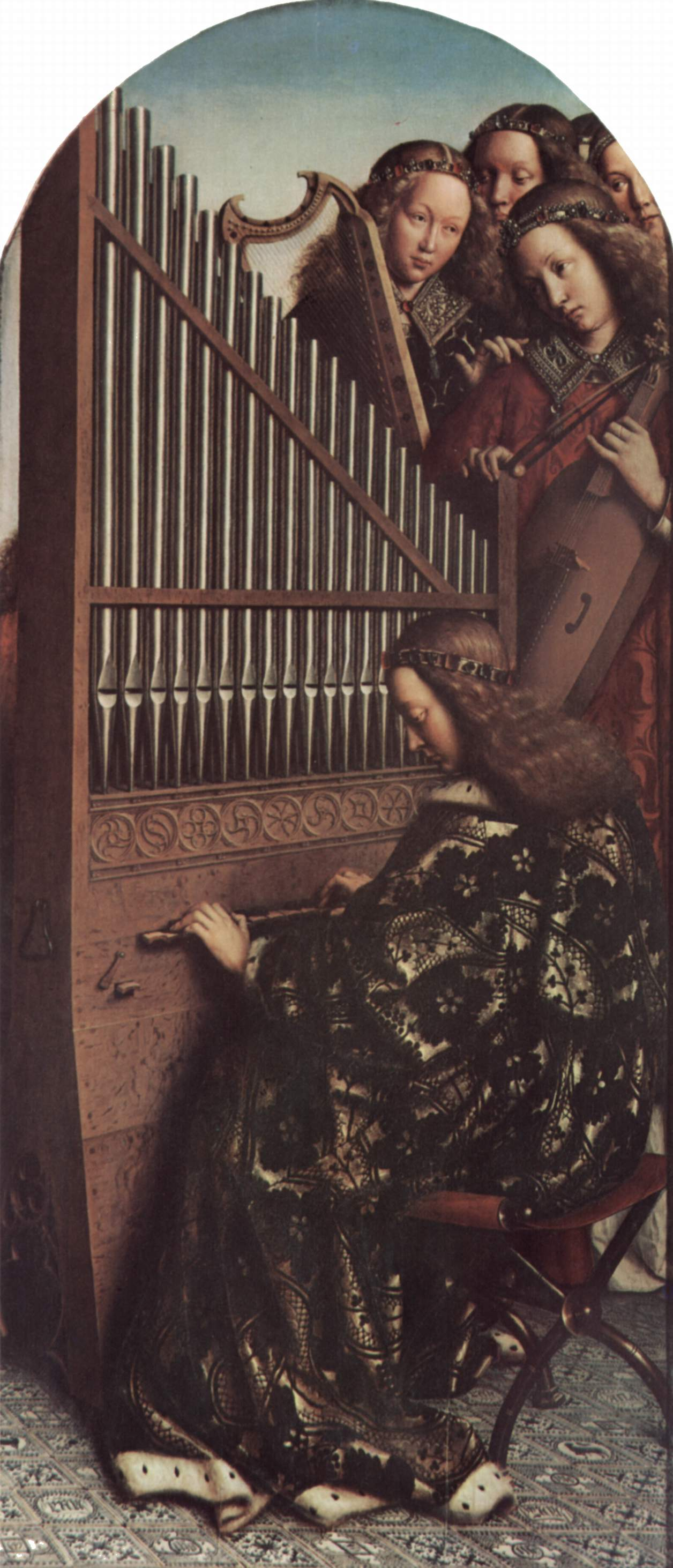
Jan van Eyck, pravé křídlo oltáře katedrály v Gentu (kolem 1430)

V mnoha kompozicích včetně některých mší jsou hlasy, které nemají uveden žádný text, a také některé otextované hlasy obsahují místa nebo i celé části beze slov, například počátek moteta Apostolo glorioso. V jiných písních, příkladem je Vergine bella, po části úplně neotextované následuje několik slov na jednom nebo dvou místech. Protože dnes již není jasné, jak se má takový zápis správně interpretovat, existují dvě různé teorie: První říká, že Dufayovy skladby, především duchovní, je třeba provozovat a cappella, tedy jako výhradně vokální. Druhá naopak připouští použití hudebních nástrojů jednak v částech bez textu, jednak jako zdvojení pěveckých hlasů, přičemž v částech bez textu může hrát výhradně hudební nástroj.
První názor se opírá o fakt, že v dobových hudebních rukopisech ani traktátech se nedochovaly explicitní záznamy o použití hudebních nástrojů při provozování duchovní polyfonie. V Dufayově době byly chrámové sbory složeny výhradně z vokalistů, jak dokládají archivní dokumenty, zatímco instrumentalisté na knížecích dvorech (minstrelové) byli sice obvykle virtuózními improvizátory, neměli ale znalosti potřebné k interpretaci zápisu polyfonní hudby. Aby však bylo možno zpívat hlas bez připsaného textu, je potřeba převzít text odjinud, buď z jiných hlasů, nebo v případě tenorového partu z odpovídajícího gregoriánského chorálu. Výsledek však bývá špatně slučitelný s melodií příslušného hlasu, protože počet slabik neodpovídá počtu temp hudby.
Většina soudobých interpretů proto při provozování Dufayovy hudby používá hudební nástroje, což se opírá jednak o dobová zobrazení andělů koncertujících s hudebními nástroji, jednak o nepřímá svědectví současníků. Například kronikář Ulrich von Richental roku 1416 popsal hudbu kapel vévodů z Lichfieldu a Norwiche na kostnickém sněmu takto: „Od rána [Angličané] oslavovali svátek [sv. Tomáše z Canterbury] velkým hlukem a slávou, rozžatými velikými svícemi, andělsky sladkými písněmi až k nešporám, varhanami a trubkami, na něž zpívali tenor, discantus a medius.“ Giannozzo Manetti, kronikář obřadu zasvěcení katedrály ve Florencii, při němž bylo uvedeno moteto Nuper rosarum flores, píše: „Slyšeli jsme zpívat tolik a tak odlišných hlasů a jejich souzvuj se dotýkal nebes, jaky bychom slyšeli koncertovat anděly. [ ... ] Když zpěv ustal, [ ... ] slyšeli jsme jemnou a radostnou hru hudebních nástrojů. [ ... ] Ve chvíli pozdvihování se celá bazilika ozývala harmonickým souzvukem doprovázeným zvuky různých nástrojů, takže se říkalo, že to bylo, jako by rajské zvuky a zpěvy sestoupily z nebe na zemi.“
Je možné, že v této době hudebníci vedení jako zpěváci byli schopni podle potřeba také zahrát na nějaký hudební nástroj; na již zmíněné miniatuře k básni Le Champion des Dames je Dufay znázorněn vedle varhanního positivu a Binchois je namalován s harfou v ruce. Pro Dufayovu dobu je jasně doloženo používání hudebních nástrojů spolu s pěveckými hlasy u světských žánrů (balady, ronda atd.). Co se týče motet, hranice mezi světskou a duchovní hudbou byla méně jasná než je dnes; mnohá moteta měla latinský, ale úplně světský text, přičemž mohla být založena na tenoru duchovního rázu. Objektivnější je považovat za duchovní hudbu jen tu, která je psána na oficiální liturgické texty (mešní ordinárium, antifony, sekvence a hymny liturgie hodin). Moteta psaná na původní texty (pravděpodobně Dufayovy) by tak byla neliturgická, přesto však pravděpodobně provozovaná v kostelích.
Jak v případě motetů, tak i u některých mší (jako např. Mše Resvellies vous) jsou části bez textu (typicky kontratenorový part) mimořádně špatně zpívatelné; naopak u pozdějších mší a hudby určené k častějšímu provozování, jako jsou písně celé ve stylu faux bourdon, se provedení a capella zdá mnohem přirozenější.
Volba případných hudebních nástrojů záleží na interpretovi. Podle dobových vyobrazení a dokumentů se zdá, že nejčastějšími nástroji byly fiduly, varhany (portativy nebo positivy), harfy, psalteria, různé trubky a flétny. Nahrávky Dufayovy hudby obsahují také renesanční hudební nástroje jako violy da gamba, rohy, plátkové dechové nástroje. Ladění Dufayovy doby bylo pythagorejské; protože se však výška základního tónu velmi lišila město od města, není důvod se v tomto směru odchylovat od našich moderních zvyklostí.